# Jelena Vesnina
Jelena Sergejevna Vesnina (ryska: Елена Сергеевна Веснина), född 1 augusti 1986 i Lvov, Ukrainska SSR, Sovjetunionen är en rysk högerhänt professionell tennisspelare.

## Tenniskarriären
Jelena Vesnina blev professionell WTA-spelare 2002. Hon har till april 2008 inte vunnit någon singeltitel på touren men tre dubbeltitlar. Hon rankades som bäst som nummer 41 i singel (januari 2007) och nummer 22 i dubbel (maj 2007). Hon har spelat in  752 922 US dollar i prispengar.
Som singelspelare har Vesnina ännu inte vunnit någon titel, men noterat segrar över spelare som Flavia Pennetta, Anna-Lena Grönefeld, Francesca Schiavone, Katarina Srebotnik och Anabel Medina Garrigues. 
Vesnina har deltagit i det ryska Fed Cup-laget 2006–2008. Hon har spelat fem matcher och vunnit fyra av dem. Säsongen 2007 vann det ryska laget världsfinalen i ett möte mot Italien. Vesnina besegrade i sin singelmatch Mara Santangelo (6-2, 6-4). Ryssland vann hela mötet med 4-0 i matcher. 
Hon har en guldmedalj i damdubbel från olympiska sommarspelen 2016  i Rio de Janeiro och ett silver i mixeddubbel från olympiska sommarspelen 2020 i Tokyo.

## Spelaren och personen
Jelena Vesnina började spela tennis som sjuåring. Tränas bland andra av sin far Sergej Vesnin. 
Vesninas favoritunderlag är grus och hard-court. 

## WTA-touren, titlar
- Dubbel
  - 2008 - Indian Wells (med Dinara Safina)
  - 2007 - Hobart (med Jelena Lichovtseva)
  - 2005 - Québec City (med Anastasia Rodionova)